# Juli Nikolajewitsch Melgunow

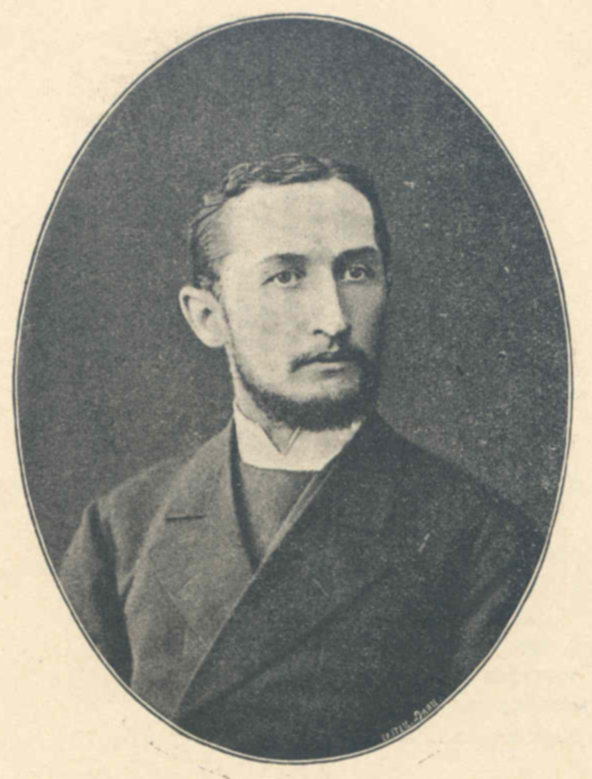
Julius von Melgunow

Juli Nikolajewitsch Melgunow (russisch Юлий Николаевич Мельгунов, wiss. Transliteration Julij Nikolaevič Mel'gunov, auch Julius von Melgunow; geboren am 30. Augustjul. / 11. September 1846greg. im Gouvernement Kostroma, Russisches Kaiserreich, gestorben am 19. Märzjul. / 31. März 1893greg. in Moskau) war ein russischer Pianist, Folklorist und Musiktheoretiker.

## Leben und Werk
Melgunow entstammte einer alten Adelsfamilie. Er war Schüler von A. Dreyschock (Klavier) und H. Laroche (Герман Августович Ларош; Theorie) in Sankt Petersburg. Er studierte Klavier bei Adolph von Henselt und Nikolai Rubinstein sowie rhythmische Theorie bei Rudolf Westphal in Moskau. Ein Ergebnis dieser Studien war die Veröffentlichung einer Sammlung von Bach-Fugen nach Westphals Methode. Im Bereich der Harmonie schloss sich Melgunow dem von Arthur von Oettingen eingeführten harmonischen Dualismus an.
Historische Bedeutung hat die Tätigkeit Melgunows beim Sammeln und Erforschen russischer Volkslieder. In der Sammlung „Russische Volkslieder, direkt aus den Stimmen des Volkes geschrieben und mit Erläuterungen veröffentlicht“ «Русские народные песни непосредственно с голосов народа записанные и с объяснениями изданные»  (Band 1 Moskau 1879, Band 2 St. Petersburg 1885, mit einem wichtigen wissenschaftlichen Vorwort) wurde erstmals die russische Bauernpolyphonie nachgebildet. Mit seinem Vorwort und in geänderter Fassung veröffentlichte er auch eine Folklore-Sammlung mit dem Titel „Gesänge des Gouvernements Wologda, gesammelt von M. Kuklin“ «Напевы Вологодской губернии, собранные М. Куклиным» (1. Ausgabe, 1890). Melgunow zufolge kann eine wahre Ansicht über den Rhythmus russischer Volkslieder nur durch das Studium des Textes zusammen mit der Melodie gewonnen werden.

## Schriften
- О ритме и гармонии русских народных песен (1884) // Труды музыкально-этнографической комиссии. Т. 1. М., 1906, S. 361–399.
- Записка о церковной музыке, читанная <…> в мае 1883 года // Труды музыкально-этнографической комиссии. Т. 1. М., 1906, S. 403–407.
- Русские народные песни непосредственно с голосов народа записанные и с объяснениями изданные. Вып.1. М.: Типография Э. Лисснера и Ю. Романа, 1879.–131 S.
- Русские народные песни непосредственно с голосов народа записанные и с объяснениями изданные. Вып.2. СПб., 1885.
- J. S. Bach: Sieben Fugen für Piano. Erste rhythmische Ausgabe, v. R. Westphal u. J. Melgunow. [s.l.], 1878.
- J. S. Bach: Zehn Fugen für Piano. Zweite rhythmische Ausgabe, v. R. Westphal u. J. Melgunow. [s.l.], 1897.
- Элементарный учебник музыкальной ритмики // Труды Музыкально-этнографической комиссии, т. 3. М., 1907.